# Йорма Ікявалко
Йорма Ікявалко (фін. Jorma Ikävalko; *7 листопада 1918, Виборг — †19 грудня 1987, Вантаа) — фінський співак, кіноактор, автор пісень.
На початку 1950-х рр.. виконував здебільшого фінські польки: «Ievan polkka», «Säkkijärven polkka», «Isä-Matin polkka», «Juhannus polkka» тощо. Також писав власні пісні, з яких найвідоміші передусім «Joensuun Elli» і «Hopeahääpäivänä».
Крім того, знімався в ряді фільмів, серед яких найуспішнішим був «Rovaniemen markkinoilla» (1951). Разом із ним у зйомках брали участь Рейно Хелісмаа й Еса Пакарінен.